# Giorgio Tesser
Giorgio Tesser (Conegliano, 26 giugno 1950) è un generale italiano.

## Biografia
Già allievo della Scuola Militare della Nunziatella ha poi frequentato l'Accademia Militare di Modena, è divenuto ufficiale dei Carabinieri nel 1972. È laureato in Scienze della Sicurezza Interna presso l'Università di Roma Tor Vergata. Ha frequentato la scuola di guerra di Civitavecchia. È stato comandante del comando provinciale dei Carabinieri di Genova durante gli scontri per il G8 e successivamente comandante della regione Carabinieri in Piemonte e Valle d'Aosta.
Fino al 2008 è a capo dell'UCSI (Ufficio Centrale per la Sicurezza del CESIS), quando  il prefetto Giorgio Piccirillo lo vuole come Capo di Gabinetto dell'AISI fino al 2012, e viene confermato dal successore Arturo Esposito.